# Josef Čapek
Josef Čapek (Hronov, 23 marzo 1887 – Bergen Belsen, aprile 1945) è stato un pittore e scrittore ceco.

## Biografia
Fratello di Karel Čapek, fu autore di varie opere in collaborazione col fratello (tra cui Della vita degli insetti, 1925), ma ne scrisse anche altre autonomamente. Tra queste Lelio (1917) e La terra dei molti nomi (1923).
Morì nell'aprile del 1945 nel campo di concentramento di Bergen-Belsen, in Germania, dove era stato deportato a causa del suo atteggiamento ostile nei confronti della politica di Hitler e del Führer stesso. Durante la prigionia scrisse Básně z koncentračního tabora, una raccolta di poesie, pubblicata postuma nel 1946 (edizione italiana: Poesie dal campo di concentramento, a cura di Lara Fortunato, Miraggi Edizioni 2019).

## Curiosità
A Josef e suo fratello Karel è dedicato il nome della rivista a fumetti Čapek, fondata nel 2018 da Marcello Baraghini e altre realtà dell'editoria indipendente italiana, vincitrice nel 2020 del premio Beani a Lucca Comics come miglior iniziativa culturale.